# Gertrud Preiswerk
Gertrud Preiswerk (* 30. September 1902 in Basel; † 22. Januar 1994 in Hildesheim) war eine Schweizer Weberin und Textildesignerin.

## Leben und Werk

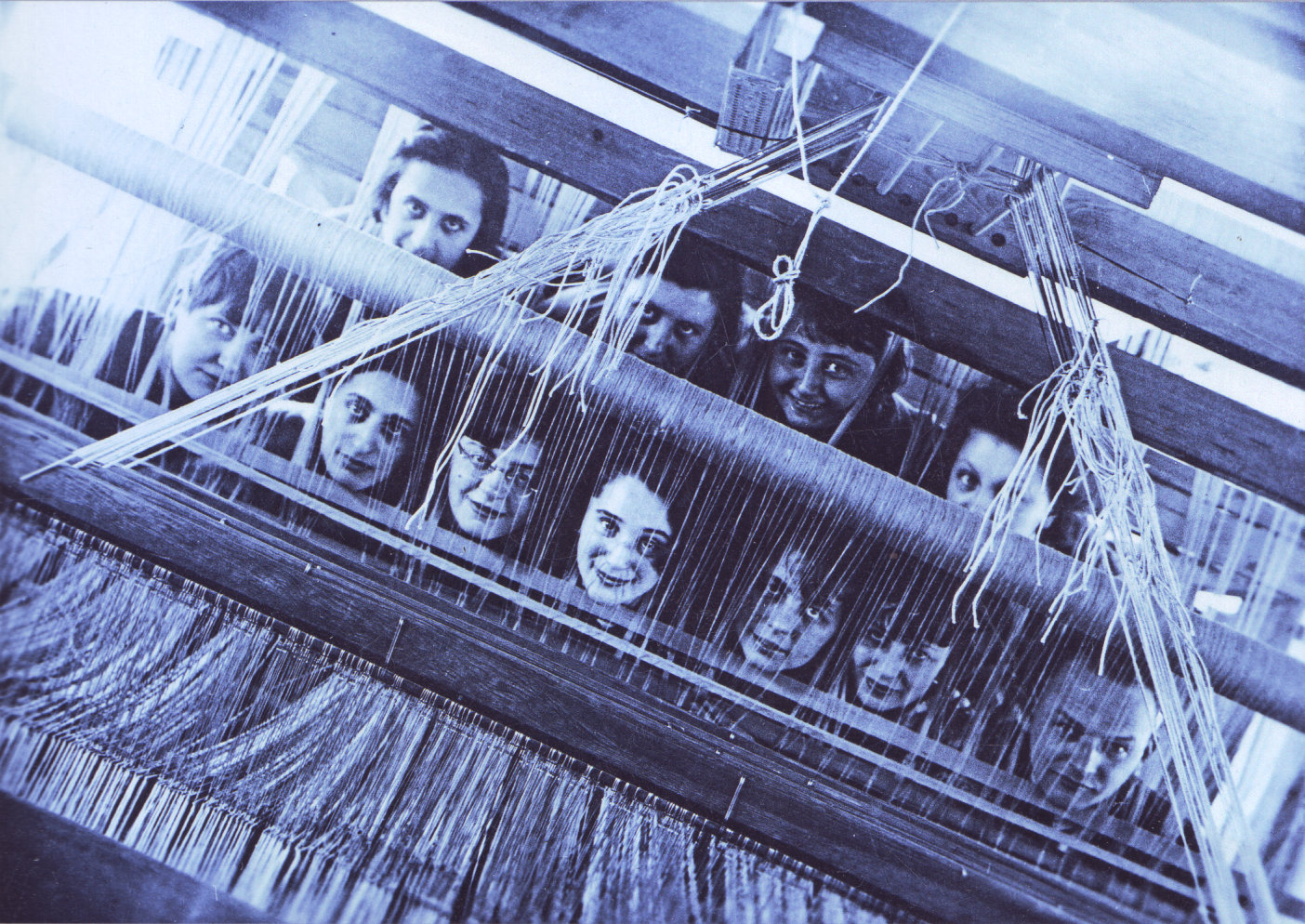
Gruppenbild mit Gertrud Preiswerk (obere Reihe, 2. von links), mit Teilnehmern der Webereiklasse, Bauhaus Dessau

Preiswerk war die drittjüngste Tochter von acht Kindern des Kaufmanns Wilhelm Preiswerk (1858–1938) und der Julie, geborene Imhof (1871–1949). Von 1926 bis 1930 studierte sie am Bauhaus Textildesign und schloss das Studium mit der Gesellenprüfung ab. Sie gehörte zu der sogenannten «Kerngruppe». Während des Studiums lernte sie den Kunstmaler Walter Dirks (1901–1975) kennen, den sie 1941 in Amsterdam heiratete.
Gertrud Preiswerk zog 1931 mit den ehemaligen Bauhäuslern Heinrich-Otto Hürlimann und Gunta Stölzl in die Schweiz und gründete 1932 die Handweberei «S-P-H-Stoffe» in Zürich. Das Unternehmen stellte unter anderem Teppiche und Polsterstoffe für den Wohnbedarf her. Stölzl führte ab 1937 die Webereiwerkstatt alleine weiter, nun an der Florastrasse in Zürich-Seefeld.